# 波氏燕魚
波氏燕鱼，为輻鰭魚綱鱸形目鱸亞目白鲳科的一個種。

## 分布
本魚分布于西太平洋區，包括日本、韓國、馬來西亞、印尼、菲律賓、巴布亞紐幾內亞、帛琉、夏威夷群島等海域。

## 深度
水深1至50公尺。

## 特徵
本魚體極側扁，呈菱形，頭部陡斜，口小而圓鈍。稚魚非常地有細長的垂直鰭而且非常近似尖翅燕魚（P. teira）。成魚有平滑圓形的頭部輪廓,體色為銀色，不具黑色橫紋。亞成魚體色為淡黃色的銀色，通常有小且分散的黑色斑點在身體上，體具2條黑色橫紋，其中一條通過眼睛。中央的鰭為淡黃綠色。臀鰭邊緣、尾柄及腹鰭黑色。頜部有條紋細長且平的三尖齒, 背鰭硬棘5枚；背鰭軟條31至34枚；臀鰭硬棘3枚；臀鰭軟條24至28枚，體長可達40公分。

## 生態
本魚成魚則在陡直的峭壁或礁石區。成群活動，屬雜食性，以藻類及小型無脊椎動物為食。

## 經濟利用
幼魚體態優美，可做為觀賞魚，成魚則可食用，肉質鮮美。

## 外部連結
- 波氏燕鱼的圖片 （页面存档备份，存于）

## 扩展阅读
維基物種上的相關：波氏燕鱼